# 浪井
浪井又名“灌婴井”，位于中国江西省九江市浔阳区，长江南岸，滨江路与庾亮北路转角的庾亮楼东侧，原西园路浪井巷内（街区已于2013年拆除）。
浪井是九江历史最悠久的古迹之一，据称由颍阴侯灌婴将军开凿于西汉高祖六年（公元前201年）。井口直径0.59米，深14.7米。据传昔日以“江面起浪，井底扬波”著称，“浪井涛声”曾为“浔阳十景”之一。唐代诗人李白有诗《下浔阳城泛彭蠡寄黄判官》云“浪动灌婴井，浔阳江上风”，相信井下有泉眼与江相通，因而井水会受江上风浪波及的说法。而宋代诗人苏辙在《江州五咏 浪井》中写道：“江波浮阵云，岸壁立青铁。胡为井中泉，涌浪时惊发。水性本无定，得止自澄澈。谁为女娲手，补此天地裂”，认定水声来自井下泉眼的地下水。
1957年，浪井公布为第一批九江市文物保护单位。该井保护情况良好，1979年建有四角方亭保护，亭壁镶嵌李白和苏辙关于浪井的诗作。